# Liste der Naturdenkmale in Naundorf (Sachsen)

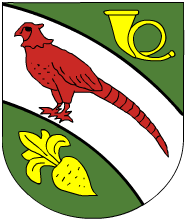
Wappen von Naundorf

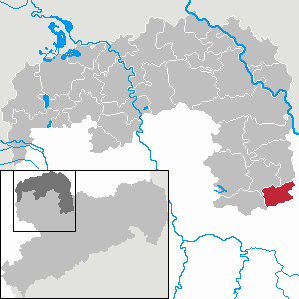
Lage von Naundorf

In der Liste der Naturdenkmale in Naundorf (Sachsen) werden die Einzel-Naturdenkmale, Geotope und Flächennaturdenkmale in der nordsächsischen Gemeinde Naundorf und ihren Ortsteilen Casabra, Gastewitz, Haage, Hof, Hohenwussen, Kreina, Juchhöh, Nasenberg, Neu-Casabra, Raitzen, Reppen, Salbitz, Stennschütz und Zeicha
Bisher sind lt. Quellen 1 Einzel-Naturdenkmale, 0 Geotope und 0 Flächennaturdenkmale bekannt und hier aufgelistet.
Die Angaben der Liste basieren auf Daten des Geoportals Sachsenatlas und den Daten auf dem Geoportal Nordsachsen.

## Definition
„Gesetz über Naturschutz und Landschaftspflege (BNatSchG), § 28 Naturdenkmäler:
 Naturdenkmäler sind rechtsverbindlich festgesetzte Einzelschöpfungen der Natur oder entsprechende Flächen bis zu fünf Hektar, deren besonderer Schutz erforderlich ist
1. aus wissenschaftlichen, naturgeschichtlichen oder landeskundlichen Gründen oder
2. wegen ihrer Seltenheit, Eigenart oder Schönheit.“

„SächsNatSchG, § 18 Naturdenkmäler (zu § 28 BNatSchG):
1. Die Erklärung nach § 22 Abs. 1 BNatSchG von Teilen von Natur und Landschaft als Naturdenkmal erfolgt durch Rechtsverordnung oder Einzelanordnung.
2. Über § 28 Abs. 1 BNatSchG hinaus können Naturdenkmäler zur Sicherung von Lebensgemeinschaften oder Lebensstätten von im Bestand gefährdeten oder streng geschützten Arten festgesetzt werden.“

## Legende
- Bild: zeigt ein vorhandenes Foto des Naturdenkmals.
- Nr: zeigt die jeweilige Nr. des Objekts[Anm. 1]
- Beschreibung: beschreibt das Objekt näher
- Koordinaten: zeigt die Lage auf der Karte
- Quelle: Link zur Referenzquelle

## (Einzel-)Naturdenkmale (ND)
| Bild           | ND-Nr.   | Ortsteil    | Alter  | Beschreibung | Koordinaten                 | Quellen |
| -------------- | -------- | ----------- | ------ | --- | --------------------------- | ------- |
| Weitere Bilder | nso: 292 | Stennschütz | unbek. | ein 4-stämmiger Lindenbaum (3 Stämme tw. gebrochen) am Ortsrand von Stennschütz, etwa 100 m östlich des Grundstücks Gastewitzer Str.9 und 50 m südlich des Sandbach gelegen | 51° 14′ 27″ N, 13° 7′ 45″ O | nso:292 |